# Bertin Borna
Pour les articles homonymes, voir Borna.
Bertin Borna, né le 20 novembre 1930 à Tanguiéta et mort le 15 juin 2007, est un avocat et homme politique béninois.

## Biographie
Bertin Borna Babiliba naît le 20 novembre 1930 à Tanguiéta en colonie du Dahomey. Il est licencié en droit de l'université de Dakar et devient plus tard avocat à la cour d'assises de Cotonou.
Lors des élections législatives de 1959, Bertin Borna est élu député et désigné vice-président de l'Assemblée nationale. Il devient ministre des Travaux publics de 1958 à 1960, puis cette même année, est nommé ministre des Finances, poste qu'il occupe jusqu'au coup d'État de 1963. En 1966, il entre dans le gouvernement formé par Christophe Soglo en tant que ministre des Finances. 
Borna est accusé d'être impliqué dans la tentative de coup d'État de 1975 et est condamné à mort par contumace le 7 mars 1975. 
Exilé entre Abidjan et Lomé, Bertin se lance dans le commerce international. Il devient directeur du bureau régional des Nations unies pour la région Sahel en 1982. 
De retour au Bénin, il se présente sans succès aux présidentielles de 1991 mais il est cependant élu à l'Assemblée nationale. 
Bertin Borna décède le 15 juin 2007. 

## Distinctions et décorations
- Commandeur de l'ordre national du Dahomey (1962)[3].
- Grand officier de l'ordre national du Dahomey (1967)[4].
- Grand-croix de l'ordre national du Bénin (1991)[5].